# Proturentomon kubikovae
Proturentomon kubikovae är en urinsektsart som beskrevs av Josef Rusek 1975. Proturentomon kubikovae ingår i släktet Proturentomon och familjen Protentomidae. Inga underarter finns listade i Catalogue of Life.